# Ruđinci
Ruđinci (Servisch cyrillisch Руђинци) is een plaats in de Servische gemeente Vrnjačka Banja. De plaats telt 2019 inwoners (2002).